# Sergej Antonovič Klyčkov
Sergej Antonovič Klyčkov, rusky Серге́й Анто́нович Клычко́в (1. červencejul./ 13. července 1889greg. Dubrovki — 8. října 1937 Moskva) byl ruský básník, spisovatel a překladatel. Byl popraven v době stalinských procesů.

## Život

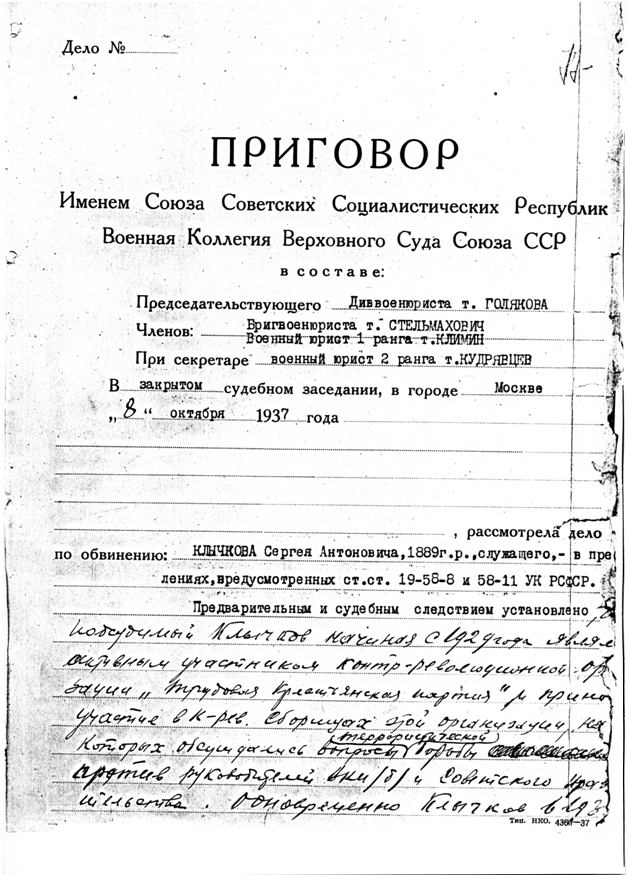
Rozsudek nad Sergejem Klyčkovem, 1937

Sergej Antonovič Klyčkov se narodil ve vsi Dubrovki, asi 100 km severně od Moskvy (dřív Tverská gubernie, dnes Taldomský rajón Moskevské oblasti). Otec byl švec, starověrec. Na radu místního učitele odvezl Sergeje v roce 1899 do Moskvy, aby pokračoval ve studiu. Tam zažil revoluci roku 1905, které se aktivně zúčastnil. V roce 1906 mu byly otištěny první verše na revoluční téma.
V roce 1908 vycestoval s pomocí Modesta Iljiče Čajkovského (1850—1916, bratr Petra Iljiče Čajkovského) do Itálie. Tam se seznámil s Maximem Gorkým a A. V. Lunačarským. Po návratu začal studovat historicko-filozofickou fakultu Moskevské univerzity, byl ale vyloučen v roce 1913.
První světovou válku prožil nejprve v Helsinkách, potom na západní frontě a nakonec v Balaklavě na pobřeží Krymu. Válečné zkušenosti využil v románu Cukrový Němec.
Po říjnové revoluci roku 1917 žil v Moskvě v domě Proletkultu, v jedné místnosti se Sergejem Jeseninem. S ním a dalšími autory založili vydavatelství Moskevské prácovní družstvo umělců slova (Московская трудовая артель художников слова), ve kterém vyšlo několik jeho děl. V letech 1919—1921 žil na Krymu, poté se vrátil do Moskvy. Ve třicátých letech se věnoval překladům děl národů Sovětského svazu (např. díla gruzínského klasika Šoty Rustaveliho a kyrgyzský lidový epos Manas).

### Rodina
Sergej Klyčkov byl dvakrát ženat. První manželka, Jevgenie Alexandrovna Lobova (1888—1978, Евгения Александровна Лобова), byla jeho dávná láska, která za ním přicestovala již v době 1. světové války do Balaklavy. Druhá manželka se jmenovala Varvara Nikolajevna Kazakova (Варвара Николаевна Казакова). S první manželkou měl dceru Jevgenii (1923—2001), s druhou syna Georgie (1932—1987).

## Zatčení a smrt
V roce 1937 byl nepravdivě obviněn, jako člen antisovětské organizace Rolnická strana práce (Трудовая крестьянская партия). 8. října 1937 byl odsouzen k trestu smrti a téhož dne popraven. V roce 1956 byl rehabilitován. (Ve zprávě o rehabilitaci bylo uvedeno falešné datum úmrtí - 21. ledna 1940, které bylo převzato i do některých publikací.)

## Posmrtná připomínka
V rodném domě ve vsi Dubrovki je od roku 1992 jeho muzeum.

## Dílo

### Vydání za autorova života (v ruštině)
- Песни (Básně, 1911)
- Потаенный сад(Tajná zahrada, verše, 1913 a 1918)
- Дубрава (Dubina, verše, 1918)
- Кольцо Лады (Prsten Lady, 1918)
- Гость чудесный (Podivný host, 1923)
- Домашние песни (Domácí písně, 1923)
- Сахарный немец (Cukrový Němec, 1925)
- Чертухинский балакирь (Balamutil z Čertuchina, 1926)
- Последний Лель (Poslední Lel (?), 1926)
- Талисман (Talisman, verše, 1927)
- Князь мира (Kníže tohoto světa, 1928)
- В гостях у журавлей (Na návštěvě u jeřábů, verše, 1930)
- Сараспан (Saraspan, verše, zpracování folkloru a překlady, 1936)

### Česká vydání
Časopisecky byly verše Sergeje Klyčkova česky zveřejněny již za jeho života. Zmíněn byl i v Rozpravách Aventina. Jednalo se však o ojedinělé počiny. Knižně vyšlo česky:
- Kníže tohoto světa (přel. Jiřina Miklušáková, obálka a graf. úprava Pavel Hrach, Praha, Vyšehrad, 1988)
- Balamutil z Čertuchina (přel. Jiřina Miklušáková, předml. Miluše Zadražilová, graf. úprava Hana Keslová, Praha, Odeon, 1990)